# Salón del Automóvil de París 2014

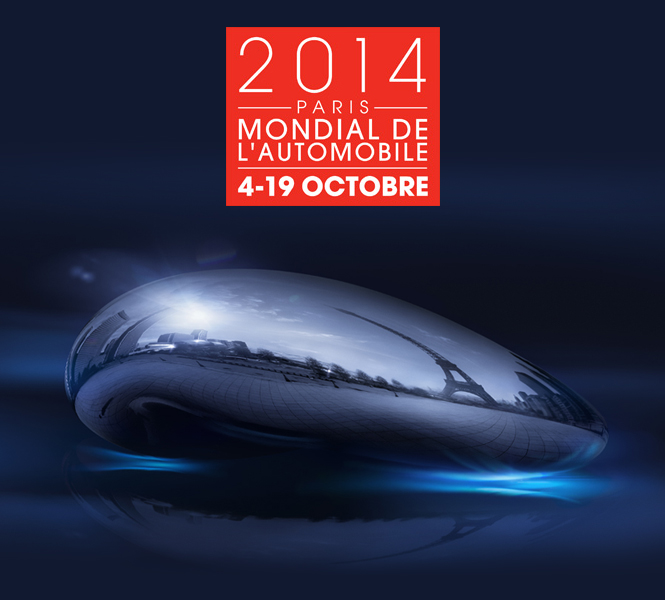
Salón del Automóvil

El Salón del Automóvil de París 2014 tuvo lugar del 4 de octubre al 19 de octubre de 2014, en Francia, París.
Fueron más de 96000m² de exhibición, más de 100 nuevos lanzamientos, 9 pabellones dedicados solo a vehículos, además este año en el Pabellón 8 se dio una exposición llamada L'Automobile et la publicité (Los vehículos y la publicidad).

## Introducción

### Exhibidores
- Alpine[3]
- Alfa Romeo[3]
- Citroën[3]
- Fiat[3]
- Lancia[3]
- Jeep[3]
- Mercedes-Benz[3]
- Michelin[3]
- Nissan[3]
- Peugeot[3]
- Porsche[3]
- Renault[3]
- Toyota[3]
- Valeo[3]
- Volkswagen[3]